# Zánět spojivek (Městečko South Park)
Zánět spojivek (v anglickém originále Pinkeye) je sedmý díl první řady amerického komediálního animovaného televizního seriálu Městečko South Park.

## Děj
Na Kennyho spadne ruská vesmírná stanice a je převezen do márnice. Je mrtev a do těla mu proudí skrze trubici balzamovací látka, do které spadne Worcestrová omáčka, která Kennyho promění v zombie. Kenny ožije a pokouše pracovníky márnice, kteří se později též promění a nakazí další. Oficiálně jsou zombíci považováni za normální lidi trpící zánětem spojivek. Stanovi se podaří zabít prvního zombíka - Kennyho, čímž epidemie skončí a všichni nakažení se vyléčí s výjimkou těch, kterým byla useknuta hlava apod.